# Tommy Knight
Thomas 'Tommy' Lawrence Knight, né le 22 janvier 1993 à Chatham dans le Kent, est un acteur britannique.
Il a joué dans plusieurs séries dès l'âge de 9 ans, avant de tenir un rôle régulier dans The Sarah Jane Adventures où il a interprété le rôle de Luke Smith le fils de Sarah Jane Smith, rôle qui apparaît brièvement dans la série Doctor Who. Il joue également dans le film Stitches sorti en 2012.
En 2014 il joue dans la série Glue de Jack Thorne.